# Cromlech von Mendiluze
Der Cromlech von Mendiluze (baskisch Mendiluze Harrespila) liegt in der Nähe von Opakua bei Salvatierra, zwischen Vitoria-Gasteiz und Pamplona, in der Region Pais Vasco in der Provinz Álava in Spanien.
Der Steinkreis von Mendiluze wurde 1983 in der Sierra de Encia-Álava entdeckt und 1984 von José Ignacio Vegas Aramburu ausgegraben. Der Kreis hat einen Durchmesser von etwa 10,35 m und wird aus vier zwischen 3,2 und 1,2 m hohen Menhiren und etwa 75 kleinen Steinen gebildet. Es wurde auf etwa 750 v. Chr. in die Eisenzeit datiert. Gefunden wurde eine dezimierte Struktur, ähnlich einer rechteckigen Steinkiste enthaltend Knochen und eingeäscherte Reste eines menschlichen Körpers und Beigaben.